# ФК Тисаујварош
Фудбалски клуб Тисаујварош (мађ. Termálfürdő Football Club Tiszaújváros) јесте мађарски фудбалски клуб из Тисаујвароша, Боршод-Абауј-Земплен, Мађарска, који се такмичи на националном првенству НБ III, трећем рангу мађарског фудбала.

## Историјат
Године 1960. основано је корпоративно удружење, „Спортски клуб Тисавидеки Веђи комбинат” (ТВК ШК). Фудбал је постојао и пре тога, село Тисазедеркени се борило у окружном првенству, у сезони 1960/61. овај тим је спојен у ТВК ШК. У јесен 1963. године, тим, који је у међувремену преименован у Тисаји Веђи комбинат ШК, спојио се са суседним Вашашом из Тисапалкоње, захваљујући чему је по први пут учествовао у првој класи округа Боршод, под именом Тисаседеркењи МТК. Цирцле. До 1967. су се држали у средини табеле, када је управа савеза одлучила да створи квалитетан фудбал: Надор Бањаји, бивши играч Будимпештанског тима Хонвед, ангажован је као тренер, доводећи неколико играча са НБ рутином. Промена се брзо исплатила, прво је клуб освојио окружно првенство, а затим као почетник у НБ III под вођством тренера Надора Бана и стигао до НБ II.

## Достигнућа
- НБ III:
- Првак: 1996–97

## Промена имена
- 1960–62: Спортски клуб Тисавидеки Веђи комбинат − Tiszavidéki Vegyi Kombinát Sport Club
- 1962–63: Спортски клуб Веђи комбинат −  Vegyi Kombinát Sport Club
- 1963: спојио се са Тисапалкоњаји ереми вашаш − Tiszapalkonyai Erőmű Vasas
- 1963–70: Тисаседеркењи мункаш тештедзе кер − Tiszaszederkényi Munkás Testedző Kör
- 1970–79: Ленинварош МТК − Leninvárosi MTK
- 1979–89: Олефин ШК − Olefin Sport Club
- 1989–93: ТВК Олефин ШК −TVK Olefin SC
- 1993–98: Тисаујварош шпорт клуб − Tiszaújvárosi Sport Club
- 1998–2003: Тисаујварош фудбал клуб − Tiszaújvárosi Futball Club
- 2003–05: Тисаујварош лабдаругашерт еђешилет −  Tiszaújváros Labdarúgásáért Egyesület
- 2005–13: Фудбалски клуб Тисаујварош − Football Club Tiszaújváros
- 2013–данас: Термалфирде фудбалски клуб Тисаујварош − Termálfürdő Football Club Tiszaújváros